# Лисичанская многопрофильная гимназия

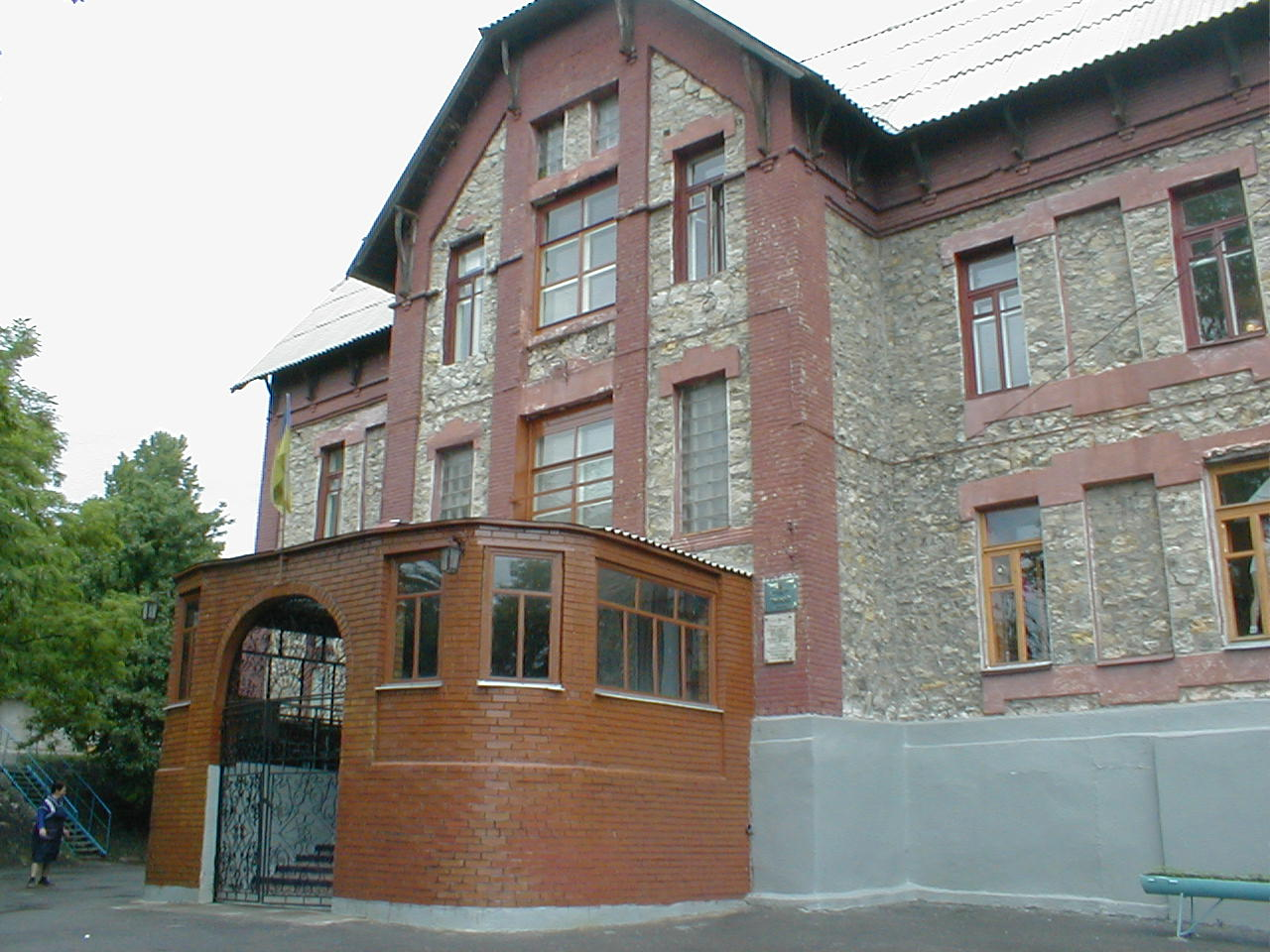
2004 год

Лисичанская многопрофильная гимназия (укр. Лисичанська багатопрофільна гімназія), Лисичанский лицей № 17 — учреждение среднего образования в городе Лисичанске Луганской области Украины.
Директор школы — Светлана Белуха, Народный учитель СССР, 2 июля 1991 года. Заслуженный учитель Украины.
Профили:
- история
- биология
- химия
- математика
- английский язык
- французский язык
- физика.

## История
Здание Лисичанской гимназии было построено в конце XIX века как госпиталь. Оно входит в ансамбль бельгийского архитектурного наследия города. Во время Великой Отечественной войны сюда привозили раненых.
В середине XX века здесь была открыта школа продлённого дня. Здание гимназии делится на два корпуса, между которыми лежит асфальтированная тропа. По данным на 1 сентября 2018 года в гимназии учится 492 ученика.
Согласно официальному отчету Украинского центра оценивания качества образования журнал «ТИМО» (тестирование и мониторинг в образовании) опубликовал список 100 лучших школ Украины по результатам внешнего независимого оценивания 2009 года. Лисичанская многопрофильная гимназия в этом почетном перечне занимает шестьдесят первую позицию. Выпускники гимназии на тестировании 2009 года продемонстрировали прекрасные результаты — около 60 процентов учащихся по всем предметам тестирования получили результаты высокого и достаточного уровней. Это единственное учебное заведение Луганской области, которое по результатам внешнего независимого оценивания вошло в первую сотню лучших школ Украины.
В 2015 году гимназия получила серебряную медаль в номинации «Внедрение информационно-коммуникативных технологий в учебную, научную и управленческую деятельность учебного заведения» на шестой международной выставке «Сучасні заклади освіти-2015».
1 мая 2022 года в ходе военного вторжения России на Украину здание гимназии выгорело дотла в результате обстрела российскими войсками.

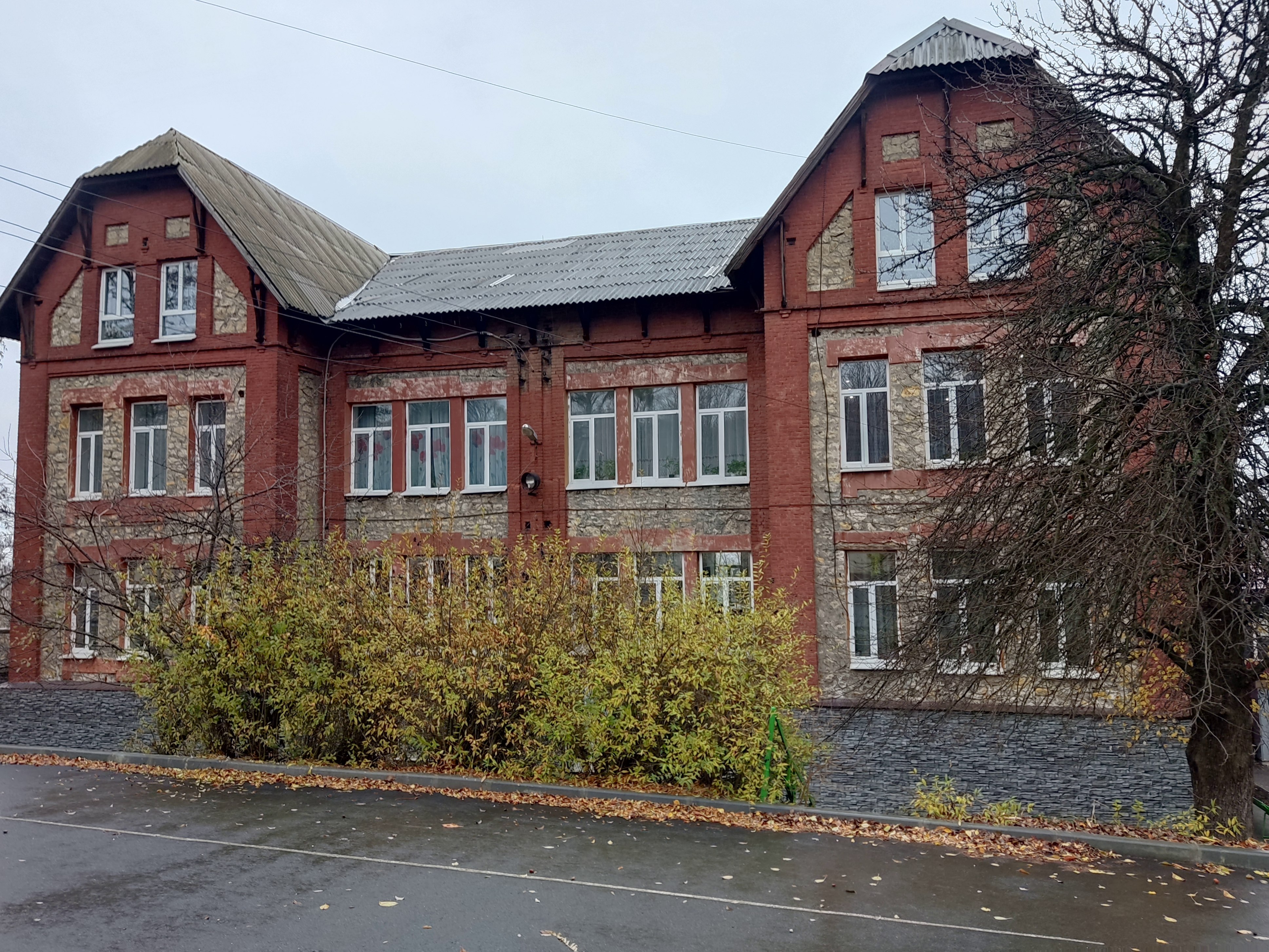
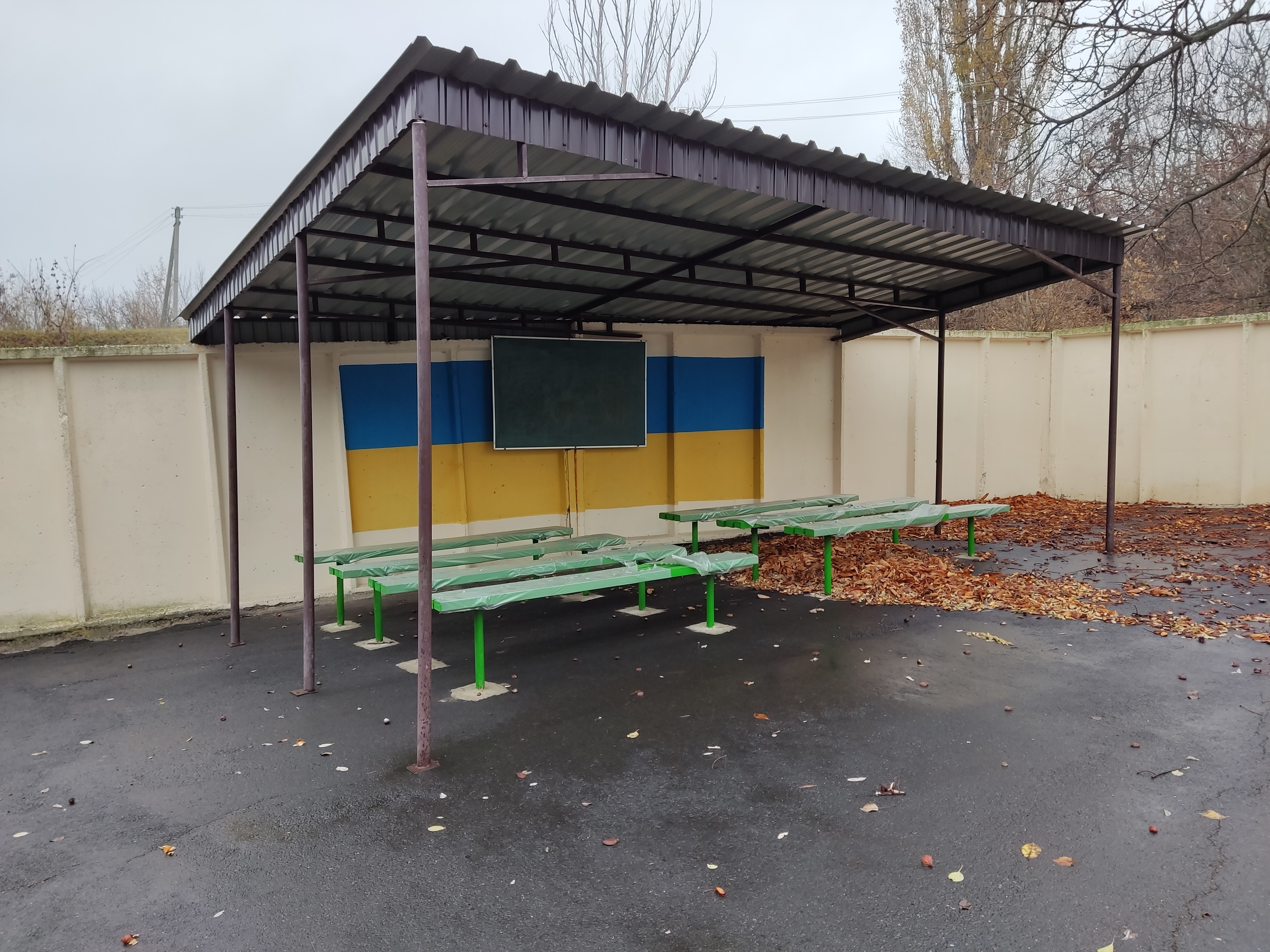
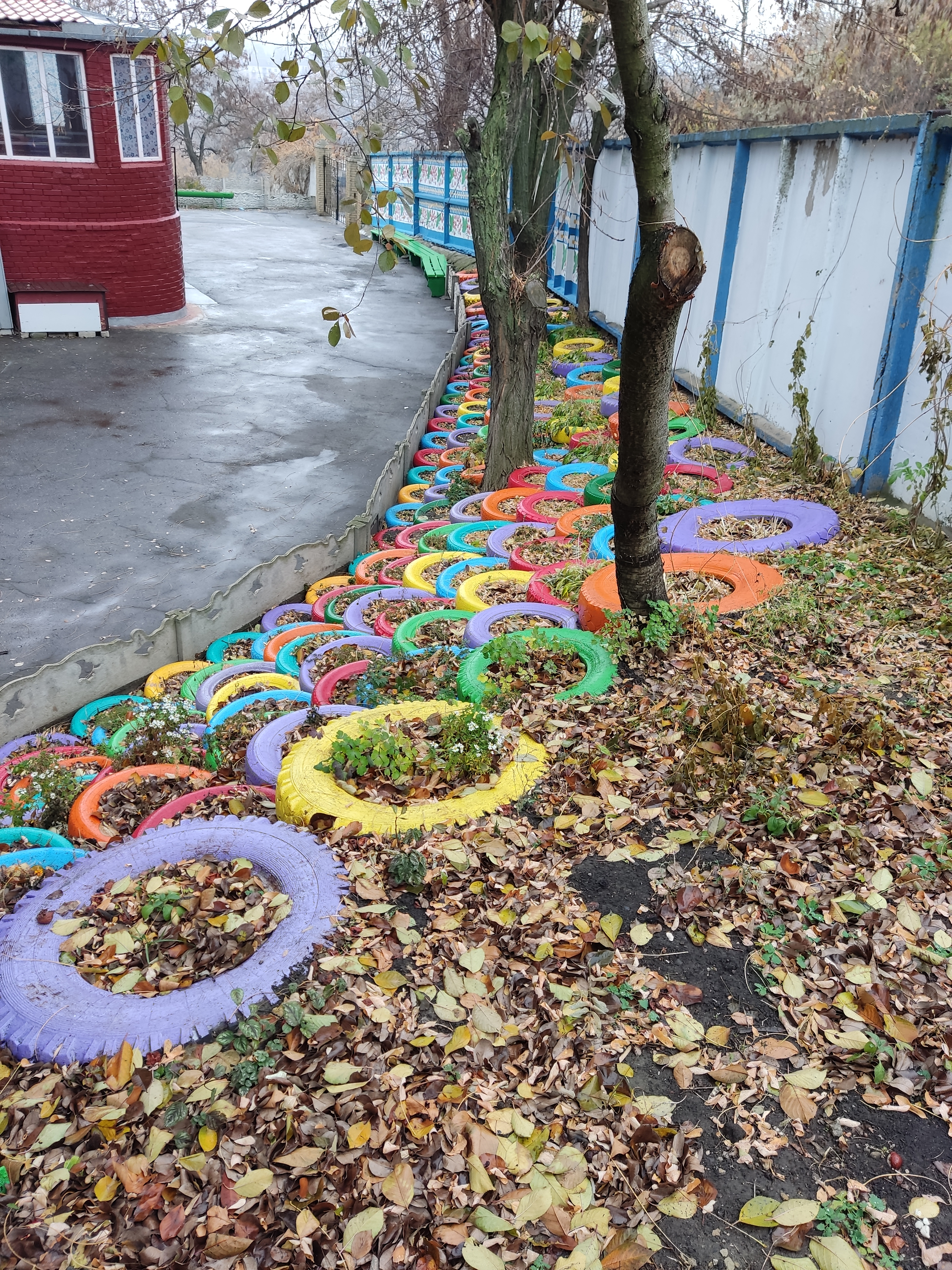
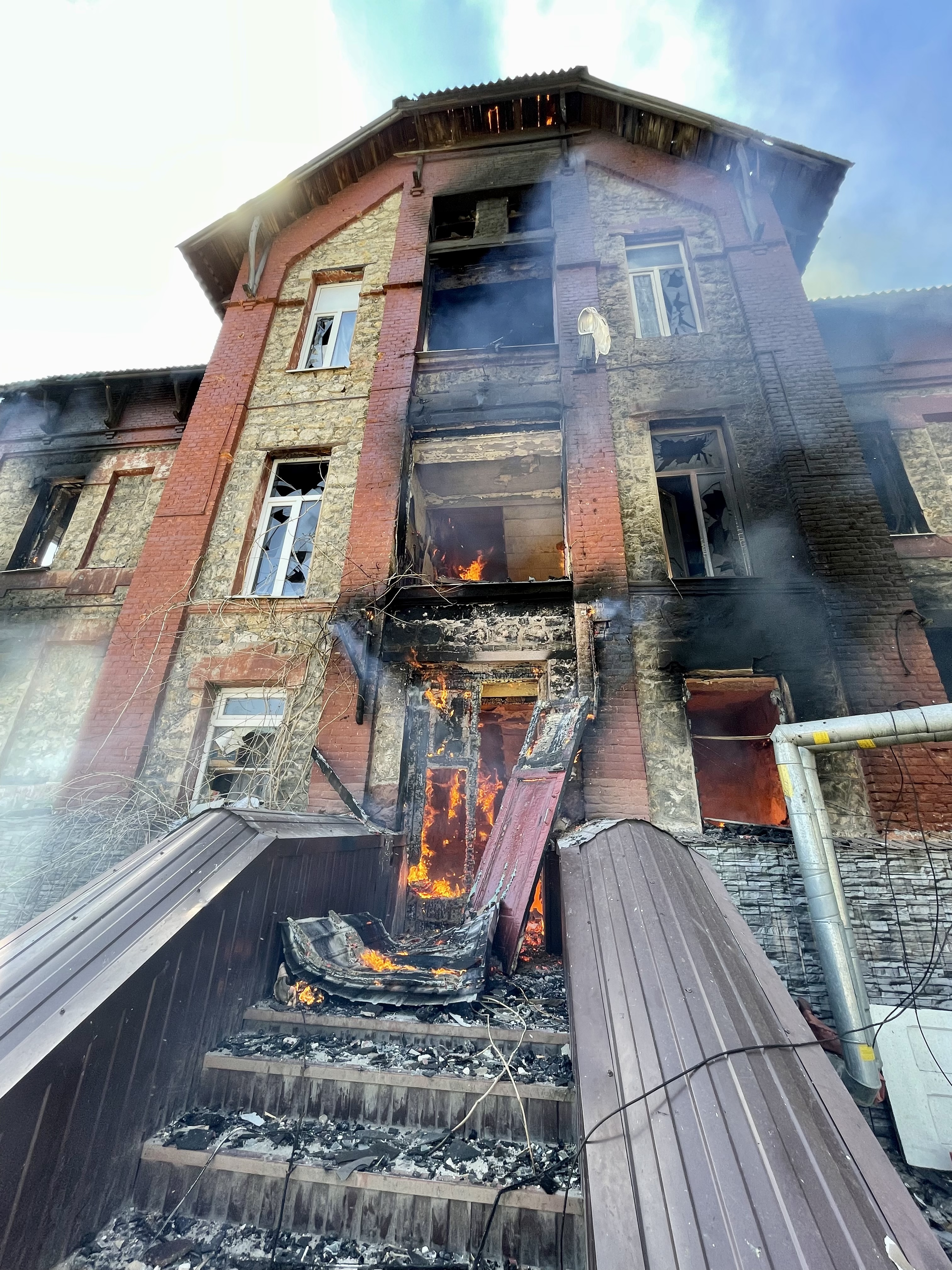
После обстрела 2022 года